# Антилски клюномуцунест кит
Антилският клюномуцунест кит още клюномуцунест кит на Жерве (Mesoplodon europaeus) е вид бозайник от семейство Hyperoodontidae.

## Разпространение и местообитание
Видът е разпространен в Асенсион и Тристан да Куня, Бахамски острови, Бразилия, Великобритания, Гвинея-Бисау, Ирландия, Испания (Канарски острови), Кабо Верде, Куба, Мавритания, Остров Света Елена, САЩ, Тринидад и Тобаго, Франция и Ямайка.
Обитава крайбрежията на океани, морета, заливи и потоци в райони с тропически, умерен и субтропичен климат.

## Описание
На дължина достигат до 6,7 m, а теглото им е около 5600 kg.
Продължителността им на живот е около 48 години.